# Xã Castleton, Michigan
Xã Castleton (tiếng Anh: Castleton Township) là một xã thuộc quận Barry, tiểu bang Michigan, Hoa Kỳ. Năm 2010, dân số của xã này là 3.471 người.